# Abastillas

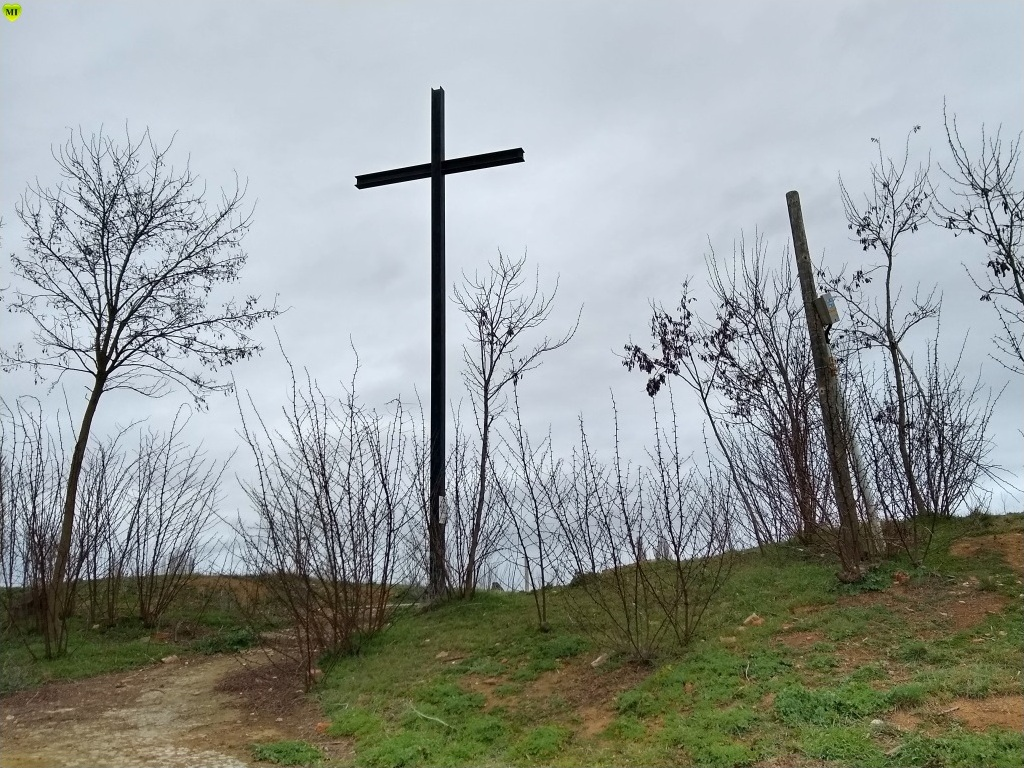
Cruz en recuerdo de la iglesia de San Cornelio y San Cipriano

Abastillas es una localidad española de la provincia de Palencia (comunidad autónoma de Castilla y León). Pertenece al municipio de Valle del Retortillo.

## Geografía
Localidad de Tierra de Campos, en el suroeste de la provincia.

## Demografía
Evolución de la población en el siglo XXI
| Gráfica de evolución demográfica de Abastillas entre 2000 y 2020   |
|                                                                    |
| Población de derecho (2000-2020) según el padrón municipal del INE |

## Historia
A la caída del Antiguo Régimen la localidad se constituye en municipio constitucional en el partido de Frechilla. En el censo de 1842 contaba con 11 hogares y 57 vecinos, para posteriormente integrarse en Abastas .